# Ted Budd

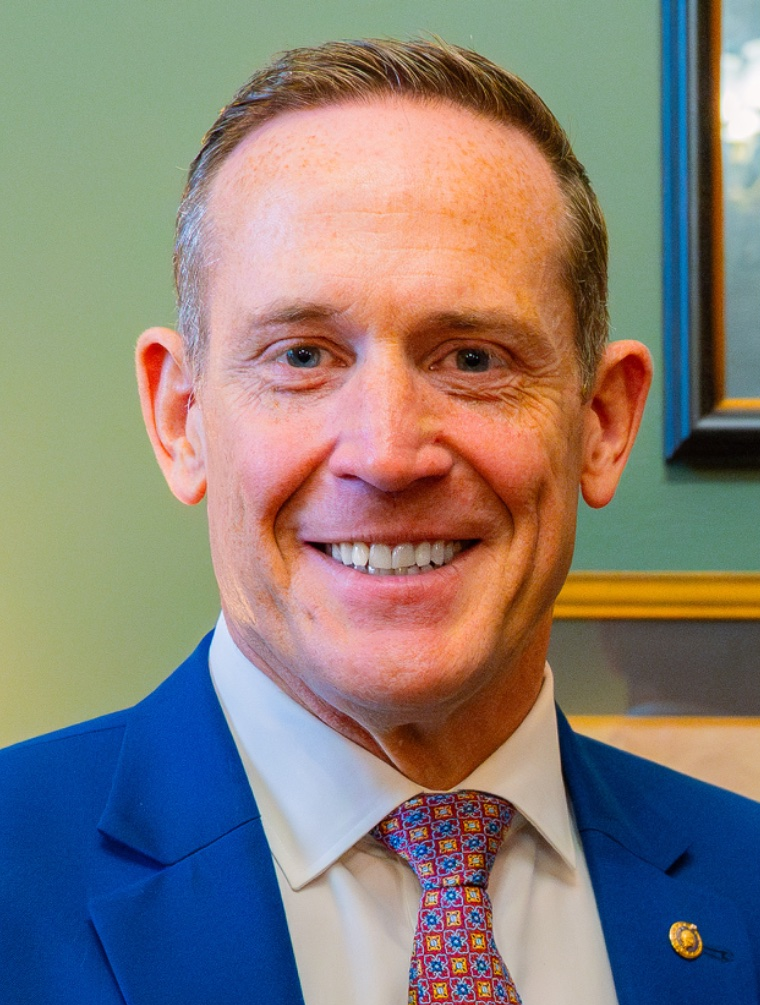
Ted Budd (2024)

Theodore Paul „Ted“ Budd (* 21. Oktober 1971 im Davie County, North Carolina) ist ein US-amerikanischer Politiker. Von 2017 bis 2023 vertrat er den Bundesstaat North Carolina im US-Repräsentantenhaus. 2022 wurde er in den Senat der Vereinigten Staaten gewählt, dem Budd seit Januar 2023 angehört.

## Werdegang
Im Jahr 1990 absolvierte Ted Budd die Davie County High School. Anschließend studierte er bis 1994 an der Appalachian State University Wirtschaft. Er beendete seine Ausbildung an der School of Business der Wake Forest University. Er war zunächst bei zwei Firmen angestellt und gründete dann sein eigenes Geschäft, in dem er bis heute mit Waffen handelt. Budd ist Mitglied zahlreicher Organisationen und Vereinigungen, wozu auch die National Rifle Association gehört.
Politisch schloss er sich der Republikanischen Partei an. Bei den Kongresswahlen des Jahres 2016 wurde Budd im 13. Wahlbezirk von North Carolina gegen den Demokraten Bruce Davis in das US-Repräsentantenhaus in Washington, D.C. gewählt, wo er am 3. Januar 2017 die Nachfolge von George Holding antrat, der in den zweiten Wahlbezirk wechselte. Er konnte die beiden folgenden Wahlen 2018 und 2020 ebenfalls gewinnen. Seine aktuelle Legislaturperiode im Repräsentantenhaus des 117. Kongresses läuft noch bis zum 3. Januar 2023.
Nachdem der republikanische Amtsinhaber Richard Burr ankündigte, nicht mehr antreten zu wollen, kandidierte Budd für den Senatssitz. Er gewann die republikanische Vorwahl und setzte sich im November gegen die demokratische Kandidatin Cheri Beasley durch.

### Kontroverse
Budd gehörte zu den Mitgliedern des Repräsentantenhauses, die bei der Auszählung der Wahlmännerstimmen bei der Präsidentschaftswahl 2020 für die Anfechtung des Wahlergebnis stimmten. Präsident Trump hatte wiederholt propagiert, dass es umfangreichen Wahlbetrug gegeben hätte, so dass er sich als Sieger der Wahl sah. Für diese Behauptungen wurden keinerlei glaubhafte Beweise eingebracht. Der Supreme Court wies eine entsprechende Klage mit großer Mehrheit ab, wobei sich auch alle drei von Trump nominierten Richter gegen die Klage stellten.